# Пиргова кула
Пирговата кула е средновековна отбранителна кула в град Кюстендил.

## Местоположение, история и архитектурни особености
Намира се в центъра на Кюстендил, до градската „Чифте баня" и джамията „Ахмед бей". Названието „Пиргова“ произхожда от гръцката дума – „пиргос“, което означава кула. Има почти квадратен план с размери 8,25 Х 8,35 м и височина 15,50 м. Състои се от приземие и три етажа. Основите на приземието имат дебелина 1,40 м, на двата етажа 1,10 м и на третия – 0,80 м. Градежът е от ломени камъни и тухли (със страна 25 см и дебелина 4 см), като последните са употребени предимно около отворите и ъглите. Строена е с материали от античните терми. Фасадите са изградени с тухлена зидария около отворите и ъглите. Снабдена е с един вход в приземието. Осветлява се от мазгали и прозорци на горния край на южната фасада. Под стрехата е вградена мраморна плоча с розета. Приземният етаж е служел за склад. Входът от изток е отворен през късното Средновековие, когато кулата е превърната в склад за оръжие. В първия етаж са разположени засводен отвор от север, огнище за отопление и две бойници. Вторият етаж е организиран за продължително обитаване – с огнище, ниша, три прозореца и полуетаж – галерия с ниша за хигиенни нужди. Третият етаж осигурявал кръговата отбрана с вертикални и кръгли бойници. Извършени са реставрационно-консервационни работи през 1966 г. от НИПК. Гредоредът на трите етажа, подовите нива и покривът са възстановени. Пирговата кула по своята архитектура и строеж принадлежи към типа на отбранителните кули от XV—XVI в. Тя представлява самостоятелна кула -бойница на местен феодал.
С Указ № 2 от 20.02.1909 г. на цар Фердинанд І (обн. ДВ, бр.53, 10.03.1909 г.), е утвърдено решението на ХІV ОНС, прието на 24.01.1909 г., „да се отстъпи на Кюстендилската градска община, находящата се в града им държавна кула под название „Пиркова кула“, заедно с мястото около нея, на около 250 квадратни метра.“
Кулата е архитектурно-строителен паметник на културата с национално значение (ДВ, бр.77/1968 г.).